# オーブリー&マチュリンシリーズ
『オーブリー&マチュリンシリーズ』（Aubrey–Maturin series）は、パトリック・オブライアン（1914年 - 2000年）著の、イギリス海軍士官ジャック・オーブリーと、軍医で博物学者のスティーブン・マチュリンの2人を主人公にした海洋冒険小説のシリーズ。日本ではハヤカワ文庫より「英国海軍の雄 ジャック・オーブリー」として出版されている。
舞台はナポレオン戦争期、イギリス海軍のジャック・オーブリーとカタロニア育ちのアイルランド人医師で博物学者でもあるスティーブン・マチュリンの友情を描く。人物の性格描写は複雑で、一面的ではない。19世紀初頭の生活や文化、海軍や帆船に関する知識が豊富で、専門用語が多用されるため、予備知識がないとやや難解である。海洋冒険小説とはいうものの、スパイ小説のような駆け引きや陸上での描写も多く、また当時の詩作やジョーク（19世紀には普通であっても現代では下品とされるようなものも多い）がたびたび披露されるなど扱う話題は幅広い。
2003年にはシリーズ10作目となる『南太平洋、波瀾の追撃戦』がピーター・ウィアー監督によって『マスター・アンド・コマンダー』（Master and Commander: The Far Side of the World）として映画化されている。

## 主な登場人物

### 主人公とその係累
ジャック・オーブリー
イギリス海軍でもっとも勇敢で有能な艦長の一人と見なされている。士官候補生時代に女性問題で水兵に格下げされ、当時としては屈辱的な扱いであったが、彼の水兵に対する洞察とリーダーシップに影響を与えた。また若い頃出会ったネルソン提督を敬愛している。あだ名はラッキー・ジャック・オーブリー。顔の傷と大きな体格は知性を感じさせないが、数学と天文学に関しても優れた才能を見せる。オペラ鑑賞、バイオリン演奏、それから駄洒落を言うのが趣味。性格と政治的キャリア以外はホーンブロワーシリーズの「ホレイショ・ホーンブロワー」と同じように、イギリスの海軍軍人トマス・コクランをモデルにしていると言われる。
スティーブン・マチュリン
もう一人の主人公。アイルランドの急進派でフランス革命支持だったがナポレオンの台頭で反フランス派となる。この当時正規の医師とみなされていた内科医であり博物学、医学（特に薬学、解剖学）に詳しい。しかし海軍の規則には疎くオーブリーや他の仲間をよく困惑させる。必要とあれば貴族のような振る舞いができるが、普段は身なりやしきたりに無頓着。アヘンチンキを愛用している。チャールズ・ダーウィンをモデルにしているとも言われ、生物の観察から種の不変性に疑問を持ったこともある。
ソフィー（ソフィア）
地方の資産家の娘。控えめな性格。
ダイアナ・ビリャーズ
ソフィーの従姉、未亡人。ソフィーと対照的な奔放な性格の美女。
ミセス・ウイリアムズ
ソフィーの母、未亡人。金への執着が強い。
オーブリー将軍
ジャックの父。熱烈なトーリー党。

### 船乗り仲間
ウィリアム・バビントン
オーブリーの最初の軍艦ソフィー号時代の士官候補生。女性に目がない。船乗りとしては優秀で、オーブリーによってさらに鍛えられた。
バレット・ボンデン
オーブリーの艦長付き艇長として信頼されており、たびたび登場する。
ナサニエル・マーティン
英国国教会の牧師でマチュリンと親しくなる。博物学、医学（特に外科）に詳しい。
プリザーブド・キリック
ソフィー号からオーブリーに従う給仕。怒りっぽくいつも愚痴を言っている。けちではないが、艦長のワインを客に出したりするのはもったいないと思っている。
ウィリアム・マウアット
オーブリーと行動をともにしている海尉の一人。アマチュアの詩人で現代的な詩を好む。
トマス・プリングス
ソフィー号の海尉。優秀な船乗りだが、海軍にコネがなく、出世の見込みがないことを悩んでいる。

### その他
ヘニッジ・ダンダス
オーブリーの友人で候補生時代からの船乗り仲間。海軍大臣の息子で、兄も海軍大臣を務めた。実在の人物で、本人も後日第一海軍卿となった。
ハート艦長（後に提督）
オーブリーの天敵。妻の不貞のこともあってオーブリーを憎んでいる。
モリー・ハート
ハート艦長の妻。オーブリーが若い艦長兼航海長だったころ関係があった。
キース卿（ジョージ・エルフィンストーン）
提督。オーブリーの若い頃からの庇護者。実在の人物。
クィーニー（ヘスター・マリア・エルフィンストーン）
ジャックの幼馴染。ジャックより10歳年長で、母親を亡くしたジャックの母親代わりとなり、数学を教えた。キース卿の後妻で実在の人物。

## 作品一覧
- 『新鋭艦長、戦乱の海へ』Master and Commander （2002年）　訳：高橋泰邦

上 ISBN 978-4-15-041025-4、下 ISBN 978-4-15-041026-1
- 『勅任艦長への航海』Post Captain （2003年）　訳：高沢次郎

上 ISBN 978-4-15-041036-0、下 ISBN 978-4-15-041037-7
- 『特命航海、嵐のインド洋』HMS Surprise （2003年）　訳：高橋泰邦、高津幸枝

上 ISBN 978-4-15-041045-2、下 ISBN 978-4-15-041046-9
- 『攻略せよ、要衝モーリシャス』The Mauritius Command （2004年）　訳：高津幸枝

上 ISBN 978-4-15-041065-0、下 ISBN 978-4-15-041066-7
- 『囚人護送艦、流刑大陸へ』Desolation Island （2005年）　訳：大森洋子

上 ISBN 978-4-15-041083-4、下 ISBN 978-4-15-041084-1
- 『ボストン沖、決死の脱出行』The Fortune of War （2005年）　訳：高沢次郎

上 ISBN 978-4-15-041094-0、下 ISBN 978-4-15-041095-7
- 『風雲のバルト海、要塞島攻略』The Surgeon's Mate （2006年）　訳：高沢次郎

上 ISBN 978-4-15-041119-0、下 ISBN 978-4-15-041120-6
- 『封鎖艦、イオニア海へ』The Ionian Mission （2006年）　訳：高津幸枝

上 ISBN 978-4-15-041131-2、下 ISBN 978-4-15-041132-9
- 『灼熱の罠、紅海遙かなり』Treason's Harbour （2007年）　訳：高津幸枝

上 ISBN 978-4-15-041141-1、下 ISBN 978-4-15-041142-8
- 『南太平洋、波瀾の追撃戦』The Far Side of the World （2004年）　訳：高橋泰邦、高津幸枝

上 ISBN 978-4-15-041056-8、下 ISBN 978-4-15-041057-5
- The Reverse of the Medal
- The Letter of Marque
- The Thirteen-Gun Salute
- The Nutmeg of Consolation
- The Truelove/Clarissa Oaks
- The Wine-Dark Sea
- The Commodore
- The Yellow Admiral
- The Hundred Days
- Blue at the Mizzen
- The Final Unfinished Voyage of Jack Aubrey